# Alfred Adler
Alfred Adler (Rudolfsheim-Fünfhaus, 7. veljače 1870. – Aberdeen, Škotska, 28. svibnja 1937.), austrijski psiholog
Po zvanju je bio liječnik. Isprva je pristaša Freudove psihoanalize, ali se 1912. odvaja od Freuda i stvara vlastitu školu individualne psihologije, psihoterapijskog smjera i teorije prema kojoj je osnovni motiv čovjekova djelovanje težnja za dominacijom nad okolinom, odnosno volja za moći. Ta je težnja, prema Adleru, urođena, a ako je čovjek ne može zadovoljiti postaje nezadovoljan samim sobom, te se javlja kompleks inferiornosti. Drugi središnji pojam te teorije je: da bi se neugoda i bespomoćnost uklonile, pojedinac razvija kompenzacijske postupke. 
Djela:
- "Poznavanje ljudi"
- "Teorija i praksa individualne psihologije"